# Every Night (canción)
«Every Night» (en hangul, 매일밤), es un sencillo del grupo surcoreano EXID. La canción se lanzó como un sencillo digital el 2 de octubre de 2012 a través de AB Entertainment. La canción está escrita por la integrante LE y coproducida por ella y Shinsadong Tiger. «Every Night» es un arreglo de la canción «Phone Call», que estaba en su primer EP, Hippity Hop.

## Vídeo musical
El vídeo musical de «Every Night» se lanzó el 4 de octubre de 2012. En el vídeo musical, las integrantes de EXID preparan un brebaje rojo brillante que está hecho de una sustancia desconocida. A continuación, colocan el líquido rojo en tubos de ensayo de vidrio y luego los empacan en un maletín acolchado. El vídeo luego corta a una fiesta, donde hay un hombre vestido con un traje, con muchas bellas damas vistiendo vestidos blancos. Cuando llegan las chicas de EXID, el hombre y las mujeres se ríen y brindan por el hombre. EXID luego proceden a retirar los tubos de prueba del maletín y luego los tiran al suelo, lo que libera el líquido rojo en el interior. La sustancia hace que todas las mujeres comiencen a estornudar y regurgitar el champán sobre el hombre, y caen inconscientes al suelo mientras las miembros de EXID bailan alrededor de los cadáveres mientras usan máscaras de gas. Luego, el vídeo retrocede hasta el inicio y revela que el líquido rojo se creó usando chiles rojos mortales.

## Promoción
EXID tuvo su regreso en Music Bank el 12 de octubre de 2012. El grupo también interpretó «Every Night en varios programas de televisión en vivo como M! Countdown, Show! Music Core e Inkigayo en octubre y noviembre de 2012. EXID también interpretó la canción en varias apariciones televisivas internacionales. En K-Chart de Music Bank «Every Night» debutó y se clasificó en el número 40, pero se posicionó en el número 50 la semana siguiente, la última semana en el K-Chart.

## Actuación comercial
«Every Night» ingresó a Gaon Singles Chart en el número 43 durante la semana del 30 de septiembre de 2012. A fines de octubre, la canción alcanzó el número 100 el Gaon Monthly Single Chart, y había vendido 162 x096 descargas.

## Posicionamiento en listas
| Lista (2012)                         | Mejor posición |
| ------------------------------------ | -------------- |
| Corea del Sur (Gaon Singles Chart)   | 43             |
| Corea del Sur(Monthly Singles chart) | 100            |

## Historial de lanzamiento
| Región        | Fecha                | Formato          | Discográfica                        |
| ------------- | -------------------- | ---------------- | ----------------------------------- |
| Mundo         | 2 de octubre de 2012 | Descarga digital | AB Entertainment LOEN Entertainment |
| Corea del Sur | 2 de octubre de 2012 | Descarga digital | AB Entertainment LOEN Entertainment |